# Prins Maurits (1783)
Il Prins Maurits era un vascello di seconda classe da 74 cannoni in servizio nella marina olandese tra il 1783 e il 1795, e nella marina batava fdal 1795 al febbraio 1796.

## Storia
Realizzato per contro dell'Ammiragliato di Amsterdam, il vascello da 74 cannoni Prins Maurits fu impostato presso il cantiere navale di Amsterdam il 17 luglio 1782, su disegno di Willem Lodewijk van Gent, varato nel 12 settembre 1783 ed entrò in servizio nel 1784. Il vascello era lungo 50,674 m, largo 13,671 e aveva un pescaggio di 6,22 m. L'armamento era composto da 28 cannoni da 36 libbre sul ponte inferiore, 28 cannoni da 24 libbre su quello superiore, 10 cannoni da 12 libbre sul cassero e 8 cannoni da 12 libbre sul castello di prua. Nel 1788 risultava in servizio come nave da 70 cannoni presso l'Ammiragliato di Amsterdam
Nel 1795 entrò in servizio nella Marina batava con il nome di De Dappere, ma fu demolito nel febbraio  1796.

### Fonti
1. 1 2 3 4 5  Tree Decks.
2. 1 2  Rijksmuseum.
3. ↑  Nieuwe Nederlandsche Jaerboeken 1788, p. 74.